# Parlar xeu
El parlar xeu ([ʧέ̞w]) o alcoià és una variant del valencià que parlaven les classes populars d'Alcoi. Josep Cavanilles afirma que les aa finals a Alcoi sonen com ee, i així sona roge i done en compte de roja (roja) i dona, però és el baloner Martí i Gadea el primer que fa una descripció d'aquesta pronunciació de les aa finals com ee obertes.
- L'Encisam[2] «El Pardalot d'Alcoy.-¿D'ahon bolè?-Del barranc del Sínc.-¿Y com és que caigué y es feu a trosos?-Perquè li faltave la cue (cua).»; «En Alcoy els cheus.-¿Has vist la cuque fee (cuca fea)?».[3]
- Els Tipos y modismes:[4] «tindré caràcter festiu y ser satisfets y de la búllè com dihuen ells [«los gèus o alcoyans»]; «La Cuquè Feè, com dihuen els alcoyans a l'antiga...»; els alcoians reben el sobrenom de xeus «per la deixà o tonet que fan quant parlen, els quals semblen prou al cant del teulaí.»

La paraula xeu és el «malnom que donen als alcoians els habitants de les comarques veïnes» si bé és un mot que ha caigut en desús.